# 삼년상
삼년상(三年喪)은 부모의 상을 당해 유교식 상례를 행하는 가운데, 3년 동안 상복을 입고 상을 치르는 일을 가리키는 단어이다. 삼년상의 유래는 자신이 태어나기 전 부모의 품 안에 3년 동안 있는 데에서 유래하였다. 달수를 계산할 때 윤달은 무시된다.